# イリーナ・スミルノーワ
イリーナ・スミルノーワ（ロシア語: Ирина Смирнова, 1968年8月3日 - ）は、ロシアの女子バレーボール選手。
現姓イリチェンコ（Ильченко）。

## 来歴
1988年のソウル五輪に出場して金メダルを獲得した。1990年世界選手権に出場して金メダルを獲得した。欧州選手権で3度（1989年,1991年,1993年）優勝した。
1984年から1991年までウラロチカに在籍し、1986年から1991年にかけて国内リーグで優勝した。1992年から2001年までロシア国外のチームでプレーした。